# Panshan
Panshan är ett härad som lyder under Panjins stad på prefekturnivå i Liaoning-provinsen i nordöstra Kina.